# Élie Gagnebin
Pour les articles homonymes, voir Gagnebin.
 (juillet 2024).
Elie Gagnebin, né à Liège le 4 février 1891 et mort à Zurich le 16 juillet 1949, est un géologue, professeur à l'Université de Lausanne et bellettrien vaudois.

## Biographie
Fils d'Henri-Auguste Gagnebin, pasteur, et d'Adolphine née Heshuysen, Néerlandaise, et petit-fils de Ferdinand-Henri Gagnebin (1816-1890), pasteur qui s'installa à Amsterdam après 1856, et frère d'Henri Gagnebin, Élie Gagnebin grandit à Lausanne où il passe son baccalauréat ès lettres en 1909. Il choisit ensuite la filière scientifique et décroche sa licence ès sciences en 1912, son doctorat en sciences physiques et mathématiques en 1920. Après des stages à Paris et à Grenoble (1920-1921), il est nommé chef de travaux à la Faculté des sciences (1922-1928), chargé de cours (1928-1933), professeur extraordinaire (1933-1940) puis ordinaire de paléontologie et géologie stratigraphique en 1940 et responsable du Laboratoire de géologie et paléontologie. Élève de Maurice Lugeon, c'est avec lui qu'il défend sa thèse, c'est avec lui qu'il travaillera à l'Université de Lausanne et c'est lui qu'il remplacera en 1940.
Son œuvre géologique est presque exclusivement consacrée à l'étude des Préalpes romandes et chablaisiennes. Scientifique de terrain, il dresse les cartes géologiques des Préalpes bordières et d'une bonne partie du Chablais valaisan. Il travaille pour la Carte géologique de France et réalise la carte de la région de Thonon. La mort le surprend alors qu'il achève les levers des Préalpes suisses de la rive gauche du Rhône. Spécialiste reconnu, Élie Gagnebin a souvent été mandaté, parfois avec Maurice Lugeon, pour des expertises géologiques en Suisse et à l'étranger.
Vulgarisateur, Élie Gagnebin a rédigé des études sur des notions scientifiques importantes comme le transformisme (1927 et 1943) ou la notion d'espèce en biologie (1948). En 1922 déjà il publie, dans la Revue générale des Sciences, un article sur la théorie de Wegener de la dérive des continents. Il a aussi écrit une Histoire de la terre et des êtres vivants (1946).
À côté de ses travaux de géologie, Élie Gagnebin laisse aussi des études littéraires et philosophiques publiées dans la Revue des Belles-Lettres, Dialectica, etc. Lié notamment à Raymond Radiguet et Jean Cocteau, Élie Gagnebin figure à l'avant-garde du milieu culturel romand où il est très actif et d'une grande générosité. Il fut l'ami de René Auberjonois, Charles-Albert Cingria, Pierre-Louis Matthey, Gustave Roud, C. F. Ramuz, de Jean Villard (dit Gilles) et d'Ernest Ansermet. Passionné de théâtre comme de musique, il a participé, en 1918, dans le rôle du Lecteur, à la création de l'Histoire du soldat (musique d'Igor Stravinsky et texte de C. F. Ramuz).

## Publications littéraires
- Jules Lafforgue (1911)
- À propos d'André Gide (1913)
- Les cahiers vaudois (1914)
- Les poèmes de M. Pierre-Louis Matthey et Rimbaud (1915)
- Suarès devant Pascal (1917)
- L'orgie dans l'art (1918)
- Déterminisme et libre-arbitre (1945)
- La morale et l'histoire de la vie (1948)
- Le transformisme et l'origine de l'homme (1949)

## Sources
- « Élie Gagnebin », sur la base de données des personnalités vaudoises sur la plateforme « Patrinum » de la Bibliothèque cantonale et universitaire de Lausanne.
- Yves Gerhard et Marc Weidmann, Elie Gagnebin, géologue et ami des artistes, Vevey, Editions de l’Aire, 2016, 245 p. (ISBN 978-2-94-053761-7) : http://www.editions-aire.ch/details.php?id=1909
- Maurice Lugeon, "Elie Gagnebin 1891-1949", in Actes de la Société helvétique des sciences naturelles, 1949, version raccourcie in Bulletin de la Société géologique de France, 20 (1950).
- Hommages dans Dialectica, 4/2 (1950)et la Revue des Belles-Lettres, 1951.
- O. Robert, Francesco Panese, Dictionnaire des professeurs de l'Université de Lausanne dès 1890, Lausanne, 2000, p. 454-455 (pas de mariage).
- Buste et notice in Portraits professoraux, p. 124-125.
- « ELIE GAGNEBIN 1891-1949 par Maurice Lugeon. Un Portrait. », sur annales.org (consulté le 28 avril 2011).